# Trzcianka
Trzcianka é um município da Polônia, na voivodia da Grande Polônia e no condado de Czarnków-Trzcianka. Estende-se por uma área de 18,3 km², com 17 228 habitantes, segundo os censos de 2016, com uma densidade de 941,4 hab/km².